# Andrej Koželj
Andrej Koželj (Maribor, 27 novembre 1955) è un ex sciatore alpino jugoslavo, dal 1991 sloveno, che gareggiò per la nazionale jugoslava.

## Biografia
Sciatore polivalente, Koželj esordì in Coppa del Mondo il 5 gennaio 1974 a Garmisch-Partenkirchen in slalom speciale, senza completare la prova, e ai Campionati mondiali a Sankt Moritz 1974, dove non completò né la discesa libera né lo slalom gigante; ai XII Giochi olimpici invernali di Innsbruck 1976, sua unica presenza olimpica, si classificò 37º nella discesa libera, 35º nello slalom gigante, 31º nello slalom speciale e 13º nella combinata, disputata in sede olimpica ma valida solo ai fini dei Mondiali 1976. In Coppa del Mondo ottenne il miglior piazzamento il 3 gennaio 1977 a Laax in slalom speciale (22º) e prese per l'ultima volta il via il 16 gennaio successivo a Kitzbühel nella medesima specialità, senza completare la prova; ai Mondiali di Garmisch-Partenkirchen 1978, congedo agonistico di Koželj, si piazzò 39º nello slalom gigante e non completò la discesa libera.

## Palmarès

### Campionati jugoslavi
- 3 ori (discesa libera nel 1974; combinata nel 1977; discesa libera nel 1978)[8]